# Neuroleon erato
Neuroleon erato är en insektsart som beskrevs av Hölzel 1972. Neuroleon erato ingår i släktet Neuroleon och familjen myrlejonsländor. Inga underarter finns listade i Catalogue of Life.